# قطعنامه ۱۹۹۲ شورای امنیت
قطعنامه  ۱۹۹۲ شورای امنیت سازمان ملل متحد که در تاریخ ۲۹ ژوئن ۲۰۱۱ تصویب شد، سندی بین‌المللی دربارهٔ بررسی وضعیت ساحل عاج است. این قطعنامه طی نشست ۶۵۷۰ام با ۱۵ رای موافق، ۰ مخالف و ۰ ممتنع تصویب شد.